# Mark Verkuijl
Mark Thomas Willem Verkuijl (* 10. Februar 2006 in Ede) ist ein niederländischer Fußballspieler. Er kann sowohl im defensiven als auch im zentralen Mittelfeld eingesetzt werden und spielt bei Ajax Amsterdam. Zudem ist er ein niederländischer Nachwuchsnationalspieler.

## Karriere im Verein

### Ajax Amsterdam
Mark Verkuijl wurde in Ede in der Provinz Gelderland, 20 Kilometer von Arnheim entfernt, geboren und spielte als Kind bei VV DOVO, bevor er in die Akademie von Ajax Amsterdam wechselte. Am 30. August 2024 gab er bei der 1:2-Niederlage im Zweitligaspiel gegen den FC Den Bosch sein Debüt für die zweite Mannschaft der „Ajacieds“.

## Nationalmannschaftslaufbahn
Mark Verkuijl ist niederländischer Nachwuchsnationalspieler und vertrat sein Land bisher in den Altersklassen U16, U17, U18 und U19.